# Eburia ramsdeni
Eburia ramsdeni là một loài bọ cánh cứng trong họ Cerambycidae.